# Sighnaghi (gmina)
Gmina Sighnaghi (gruz. სიღნაღის მუნიციპალიტეტი) – jednostka administracyjna należąca do Kachetii w Gruzji. Siedzibą gminy jest miasto Sighnaghi. 

## Położenie
Gmina położona jest we wschodniej części Kachetii, a jednocześnie we wschodniej części Gruzji. 

## Ludność
Na podstawie danych statystycznych z 2024 roku gminę Sighnaghi zamieszkiwało 28 400 osób. 